# جو بيرد
جو بيرد (بالإنجليزية: Joe Byrd)‏ هو سياسي أمريكي، ولد في 1954 في مولدرو في الولايات المتحدة. انتخب List of Principal Chiefs of the Cherokee ‏.